# Кутлинка
Кутлинка (баш. Ҡотло) — деревня в Краснокамском районе Республики Башкортостан Российской Федерации. Входит в состав Кариевского сельсовета.

## География

### Географическое положение
Расстояние до:
- районного центра (Николо-Берёзовка): 13 км,
- центра сельсовета (Кариево): 7 км,
- ближайшей ж/д станции (Нефтекамск): 6 км.

## Население
| 2002 | 2009 | 2010 |
| ---- | ---- | ---- |
| 195  | ↗283 | ↘233 |

Согласно переписи 2002 года, преобладающая национальность — марийцы (68 %).